# OpenVMS
OpenVMS är ett operativsystem för datorer i transaktionsintensiva miljöer. "VMS" är en akronym som står för Virtual Memory System (virtuellt minnessystem). OpenVMS hette från början enbart VMS, men man lade till ordet open ('öppen') för att visa att systemet stödjer industristandarder som exempelvis Unix- och POSIX-kompatibilitet, men systemet är inte i sig själv öppen källkod.

## Historik
Operativsystemet utvecklades ursprungligen för att köras på VAX- och senare DEC Alpha-arkitekturerna som utvecklats av Digital Equipment Corporation (DEC), men kan idag även köras på Intels Itanium-processorer. DEC köptes år 1998 upp av Compaq. Idag ägs OpenVMS av Hewlett-Packard, som ett resultat av deras uppköp av Compaq år 2002.

## Användningsområde
Operativsystemet är speciellt utvecklat för transaktionsintensiva miljöer som till exempel banker, fondfirmor, börshus, försäkringsbolag och stora bokningssystem, och kan leverera närmare 99,997 % upptid för systemen, bland annat genom klustring av upp till 96 noder. Ftp-, smtp-, ssh- och telnetservrar är inbyggda i OpenVMS, och utöver det finns det särskilda versioner av bland annat Samba och Apache för operativsystemet.

## Nätverk
Ursprungligen använde OpenVMS (då "VMS") nätverksprotokollet DECnet för generell kommunikation, och protokollet LAT till terminaltrafik. DECnet användes även av DEC:s operativsystem Ultrix, DEC OSF/1 och Tru64. Idag används nästan uteslutande TCP/IP-protokollen, men DECnet kan tunnlas i TCP/IP och förekommer fortfarande i begränsade miljöer.

## DCL
DCL står för Digital Command Language och är OpenVMS kommandotolk och skriptspråk. Dcl är i mycket likt kommandotolken i DOS – till exempel har det i princip ingen skiftlägeskänslighet, och gör alltså inte skillnad på små och stora bokstäver. Exempel på kommandon (alla är exklusiva till minst sina fyra första bokstäver):
- dire (för directory) – listar innehållet i den aktuella eller utpekad mapp.
- show – visar information om utpekat objekt, till exempel visar show default aktuell position i filträdet.
- subm (för submit) – skickar en rutin till utpekad eller default batchkö.